# 임레 (헝가리)

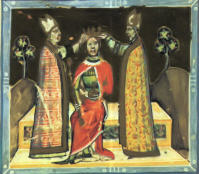
1358년에 출간된 《삽화 연대기》에 묘사된 임레

임레(헝가리어: Imre, 슬로바키아어: Imrich 임리흐, 크로아티아어: Emerik 에메리크, 1174년 ~ 1204년 11월 30일)는 헝가리와 크로아티아의 국왕(재위: 1196년 ~ 1204년)이다. 아르파드 왕조 출신이다.

## 생애
벨러 3세와 그의 첫째 아내인 안티오케이아의 아그네스의 아들로 태어났다. 1182년 5월 16일에는 헝가리의 왕위 계승권을 확인하기 위한 차원에서 에스테르곰 대주교였던 미클로시(Miklós)로부터 왕관을 받으면서 대관식을 치렀고 1184년에는 벨러 3세로부터 왕세자로 공인받았다. 신성 로마 제국의 프리드리히 1세와의 딸과 약혼했지만 1184년에 약혼자가 사망하면서 무산되고 만다. 1195년에는 크로아티아와 달마티아의 통치자로 임명되었다.
1196년 4월 23일 벨러 3세의 뒤를 이어 헝가리의 국왕으로 즉위했다. 벨러 3세는 생전에 남긴 유언에서 임레의 동생인 언드라시(András, 언드라시 2세)가 십자군의 성지 원정에 나서는 조건으로 상당수의 금전과 사유지를 언드라시에게 물려주었다.
1197년 언드라시는 독립된 공국의 상속을 요구하면서 임레에 대한 반란을 일으켰다. 오스트리아의 공작이었던 레오폴트 6세가 언드라시를 지원했지만 1197년 말 임레는 마치키(Mački)에서 일어난 전투에서 언드라시-레오폴트 6세 연합군을 격파하게 된다. 1198년 임레는 크로아티아, 달마티아를 언드라시의 속지로 만들었다.
교황 인노첸시오 3세는 언드라시에 십자군 참여를 독려했지만 언드라시는 임레에 대한 음모를 이어 나갔다. 1199년 3월 10일 임레는 언드라시를 지지했던 볼레슬로(Boleszló) 바치 주교로부터 자신에 대한 음모를 증명하는 문서를 입수했다. 1199년 여름에 임레는 벌러톤호 부근에서 언드라시의 군대를 물리쳤고 언드라시는 오스트리아로 도망치게 된다. 교황 특사로 있던 그레고리오는 임레와 언드라시 형제 간의 분쟁을 중재하기 위해 헝가리를 방문했다. 1200년 여름에 임레는 약속대로 언드라시의 크로아티아, 달마티아 통치를 승인했다.
1201년에는 세르비아에서 스테판 네마니치(Stefan Nemanjić) 대공과 부칸 네마니치(Vukan Nemanjić) 대공 사이에 벌어진 내전에서 부칸 네마니치를 지원했고 1202년에는 부칸 네마니치를 세르비아의 국왕으로 즉위시켰을 정도로 헝가리의 세력을 확장했다. 그렇지만 제4차 십자군의 지원을 받은 베네치아 공화국 군대가 1202년에 자다르를 점령했고 헝가리 왕국 국경 남쪽에 있던 불가리아 제2제국 군대가 북쪽으로 진격했을 정도로 이웃 나라의 견제를 받기도 했다.
1202년 임레는 헝가리의 국왕으로는 처음으로 아르파드 왕조가 사용하던 줄무늬 문장을 헝가리의 왕실 직인으로 사용했다. 이 문장은 헝가리의 국장의 원형이 된다. 그의 왕위는 라슬로 3세가 승계받았다.